# Sebastian von Maillard

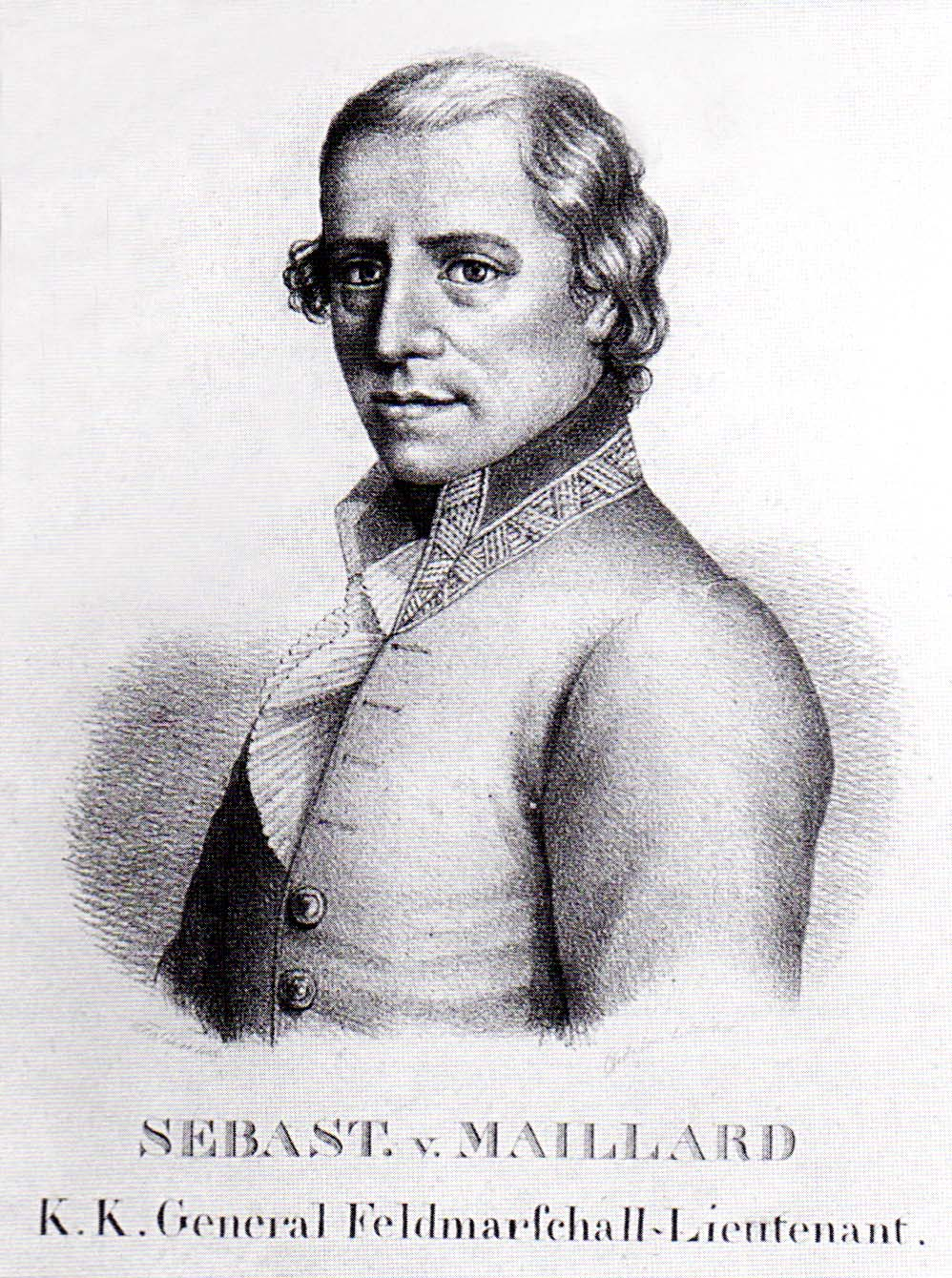
Sebastian von Maillard

Sebastian von Maillard (* 30. Oktober 1746 in Lunéville; † 19. Dezember 1822 in Wien) war ein kaiserlicher Feldmarschallleutnant der Habsburgermonarchie.

## Leben
Von Maillards Vater war Leibarzt von Stanislaus I. Leszczyński. Um 1762 trat er in den großherzoglich-toskanischen Militärdienst und wurde 1772 als Oberleutnant in das Ingenieurkorps des kaiserlichen Heeres übernommen. Nach dem Studium der Militäringenieurkunst wurde er Professor der Militärarchitektur an der Wiener Ingenieurakademie.
Er war Johann d’Arnal bei seiner Feuermühlmaschine behilflich und verfasste 1784 Mémoires sur la théorie des machines à feu, wofür er einen, von der kaiserlich russischen Akademie der Wissenschaften zu St. Petersburg ausgesetzten, Ehrenpreis erhielt und auf Vorschlag von Johann Albrecht Euler zum korrespondierenden Mitglied dieser Akademie ernannt wurde. 1785 wurde er zum Hauptmann befördert.
Im Türkenkrieg 1789 wurde er dem Belagerungskorps von Belgrad zugeteilt und erhielt vom Feldzeugmeister, dem Fürsten Charles Joseph de Ligne eine Belobigung. 1794 leitete er die Verteidigung von Maastricht, das sich erst ergab, als 2000 Häuser in Schutt und Asche lagen und Geld und Lebensmittel ausgingen. Friedrich von Hessen-Kassel (1747–1837) lobte ihn darauf beim Kaiser. 1795 erhielt er von Kaiser Franz II. den Auftrag, einen Kanal von Schottwien nach Wien zu nivellieren, dessen Ausführung und Verlauf nach einer Studienreise nach England, wo er britische Kanäle kennenlernte, wesentlich verändert wurde. Von 1797 bis 1799 leitete er den Bau dieses zuerst „Wiener Kanal“ genannten Wasserweges, des heutigen Wiener Neustädter Kanals. Die Fertigstellung des Wiener Neustädter Kanals erfolgte unter der Leitung von Josef Schemerl.
1804 wurde er auswärtiges Mitglied der Königlich böhmischen Gesellschaft der Wissenschaften in Prag. Seit 1788 war er korrespondierendes Mitglied der Russischen Akademie der Wissenschaften in Sankt Petersburg.

## Veröffentlichungen
- Méthode Nouvelle Plus Courte Et Plus Simple Et En Bien Des Cas Plus Exacte De Traiter La Mechanique, Wien, Trattner, 1800
- Anleitung zu dem Entwurf und zu der Ausführung schiffbarer Kanäle, Pest, 1817
- Nouvelle méthode de traiter la méchanique; Wien 1808
- Mechanik der Gewölbe in ihrem ganzen Umfange behandelt, begreifend die Brückenbögen und einfachen Gewölbe jeder üblichen Gestalt, aus Stein und Ziegeln sowol als aus Gußeisen etc.; Pest, 1817
- Sammlung von Versuchen über die Eigenschaft und Zubereitung verschiedener Cemente und Cementmörtel; Wien 1820, Ausgabe 1806
- Bemerkungen zu Carnots Befestigungskunst
- Mémoires sur la poussée des voûtes